# Rognac
Rognac é uma comuna francesa na região administrativa da Provença-Alpes-Costa Azul, no departamento de Bouches-du-Rhône. Estende-se por uma área de 17,46 km². Em 2010 a comuna tinha 12 202 habitantes (densidade: 698,9 hab./km²).